# 茶山会议旧址
茶山会议旧址，即方氏宗祠，位于中国浙江省淳安县中洲镇厦山村茶山自然村，清朝宗祠，建筑坐南朝北，为砖木结构建筑，共三进，1935年1月9日，中国工农红军北上抗日先遣队红十军团在此建筑敦睦堂召开红十军团军政委员会紧急会议，史称茶山会议，会议由红十军团军政委员会主席方志敏主持，是方志敏一生中最后一次主持召开的重要会议，也是中国工农红军北上抗日先遣队结束北上行动的一次标志性会议，2019年12月9日公布为淳安县文物保护单位，2023年6月29日公布为浙江省文物保护单位。